# Pteromycula clypeiformis
Pteromycula clypeiformis — вид грибів, що належить до монотипового роду Pteromycula.